# 혼다 택트

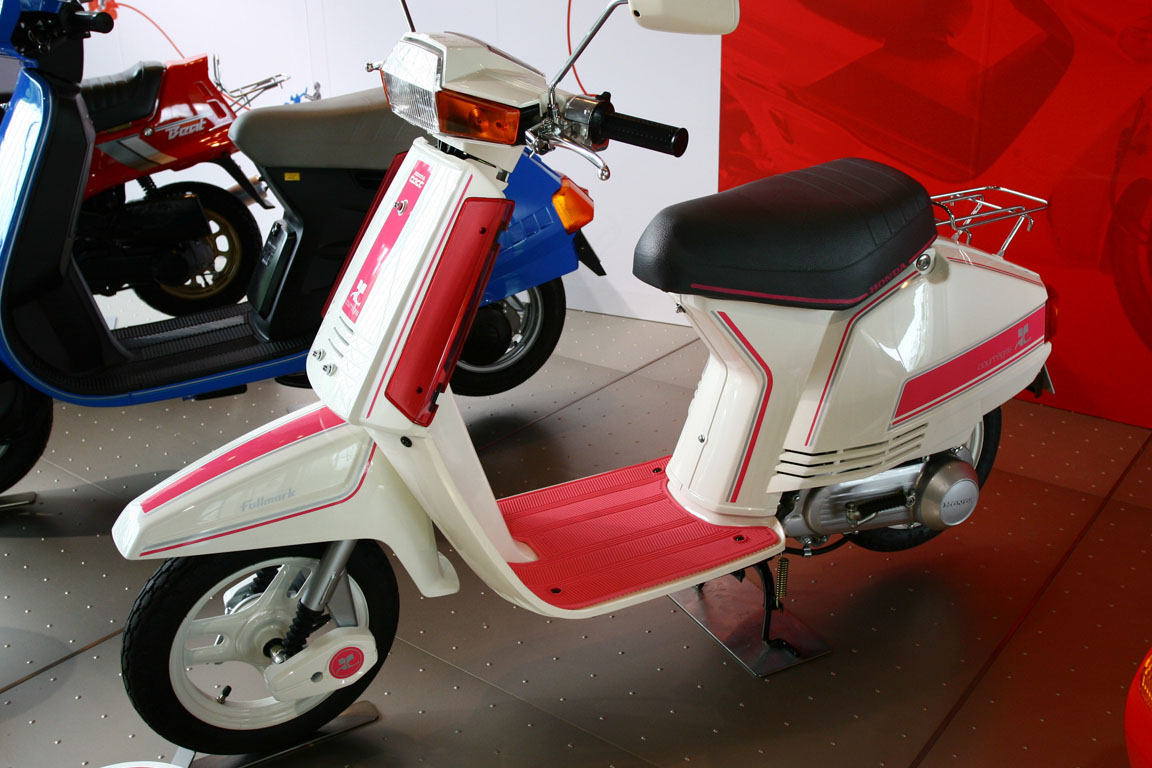
혼다 택트 풀마크(크레쥬 사양) AB07

혼다 택트(Honda Tact)는 혼다가 판매한 원동기 스쿠터 형태의 모터사이클이다. 몇 번의 페이스리프트를 거친 모델로 종류도 많다.

## 개요
택트는 1970년대 일본에 히트한 로드팰에 뒤잇는 패밀리 바이크로 1980년 9월에 판매. 지금까지의 말대로의 "원동기장치" 자전거라고 말한 보기와는 다르고 그 세련된 스타일과 경쾌함에서 히트를 하였고 후에 스쿠터 붐의 주동자가 되었다. 현재 스쿠터의 기초라고도 말할 수 있는 존재이다.
택트의 인기를 받고 1982년에는 택트의 염가판에게 맞는 "스카이"가 시판되어 1983년에는 택트의 자매차로서 여성을 타겟으로 한 라운드 폴무 디자인의 "탁티"가 시판된다.

### 택트(1세대, AB07)
1980년 9월 4일에 시판하였으며, 최고출력 3.2마력을 발생하는 공랭 2행정 엔진을 탑재하였다. 1981년에는 사이드 트렁크를 장비하고 3.6마력에 출력을 높인 "풀 마크"를 추가하였다. 텔레비전 광고에는 피터 폰다를 기용했다.

### 뉴 택트(2세대, AB07)
1982년 9월, 시리즈를 새롭게 하고, 최고출력 4마력의 공랭 2행정 엔진을 탑재하였다. 1983년 3월에는 안드레 크레쥬의 디자인에 의한 크레쥬 사양을 추가했다.

### 슈퍼 택트(3세대, AF09)
1984년에 시판되었다. 엔진은 공랭 2행정 세로배치형 AF05를 탑재하였다. 노이즈 절연체 등의 채용에 의해 1985년 소음규제에 적합한 정숙한 엔진이 되고 있다. 이후의 1985년의 마이너 체인지에 의해 마력이 "5.0ps/6000rpm"에서 "5.4ps/6500rpm"으로 높아졌다. 1985년에는 컬러 베리에이션 모델로 펄 화이트를 기조로서 핑크를 배색한 "크레쥬" 1986년에는 트래디셔널한 분위기를 짜 넣은 "트래드 에디션"도 추가 발매되어 인기가 있었다. 또 같은 해에는 공냉 4사이클 엔진을 탑재한 "택트 아이비"도 등장하였다.

### 메트인 택트(4세대, AF16)
1987년에 시판했으며, 일본 기준으로 1986년에 개정 도로교통법 시행에 의해 원동기에 헬멧 착용이 의무화가 되어, 시트 아래로 헬멧을 수납가능한 메트인 스페이스를 마련한 "메트인 택트". 최대 5.8마력을 발생하는 공냉 2행정 엔진AF05E를 탑재했다.

### 택트(5세대, AF24)
1989년에 시판되었으며, 세계 최초로 오토 스탠드 기구를 탑재하였다. "스탠드 업 택트"의 애칭이 기입되어 있으며, 반년 늦음으로 스탠드 업이 없는 표준차가 시판된다. 이미지 캐릭터는 고이즈미 교코이며, 한국에서는 대림자동차가 대림혼다 택트(이후 대림 택트로 바뀜)라는 이름으로 생산 및 판매하였다.

### 택트(6세대, AF30/AF31)
1993년에 발표되었다. 연료 탱크 용량이 늘어났으며, 마력도 0.1ps가 늘어났다. 또한 택트S에는 전륜 디스크 브레이크가 채용된 것이 특징이다. 대한민국에서는 대림자동차에서 윙크라는 이름으로 판매되었다.

### 택트(7세대, AF51)
1998년에 발표되었다. 엔진은 강제 공냉 2행정 세로형 AF24E이지만 머플러에 촉매가 장비되어, 1998년 10월부터의 배출가스 규제 및 소음 규제에 대응했다. 그러나 마력은 이전 모델인 AF30보다 마력수가 1마력이 낮아져 5.1마력으로 되었다. 또 전륜 디스크 브레이크는 모든 모델에 확대하고, 새롭게 콤비네이션 브레이크를 채용했다. 모델은 노멀 모델과 스탠드 업의 2종으로, 1999년에 컬러 베리에이션 모델의 "혼다 택트 스프링 컬렉션"이 추가되었다. 쥬리오의 베이스 차이기도 하다. 2002년 혼다의 자이로 시리즈 이외의 2행정 삭감 방침에 따른 생산 중지 및 단종이 되었다.

## 같이 보기
- 대림 택트
- 대림 윙크
- 대림 메시지
- 대림 코디